# JetTrain
Il JetTrain è un turbotreno sperimentale ad alta velocità, per trasporto di passeggeri, costruito dalla Bombardier Transportation e proposto a varie società ferroviarie del Nord-America per istituire servizi simili a quelli offerti in Europa a costi finanziariamente contenuti.
Il progetto è stato sviluppato, con la stessa impostazione degli LRC, con assetto variabile derivato dall'Acela Express (fornito ad Amtrak negli anni novanta) e con locomotiva di tipo analogo. Differente invece la motorizzazione che usa una turbina a gas Pratt & Whitney Canada PW150, di tipo aeronautico da 3 750 kW per la generazione dell'energia elettrica di trazione.
La sua velocità è dell'ordine dei 240 km/h (150 mph).

## Storia
Il progetto del Jet Train è stato sviluppato dalla Bombardier alla fine degli anni novanta allo scopo di guadagnare il favore dei mercati nord americani; nei primi anni 2000 la società ha cercato di far adottare il suo turbotreno a un buon numero di compagnie ferroviarie nord americane definendolo il mezzo meno costoso per raggiungere alte prestazioni velocistiche ma con poco successo data la poca diffusione del sistema proposto.

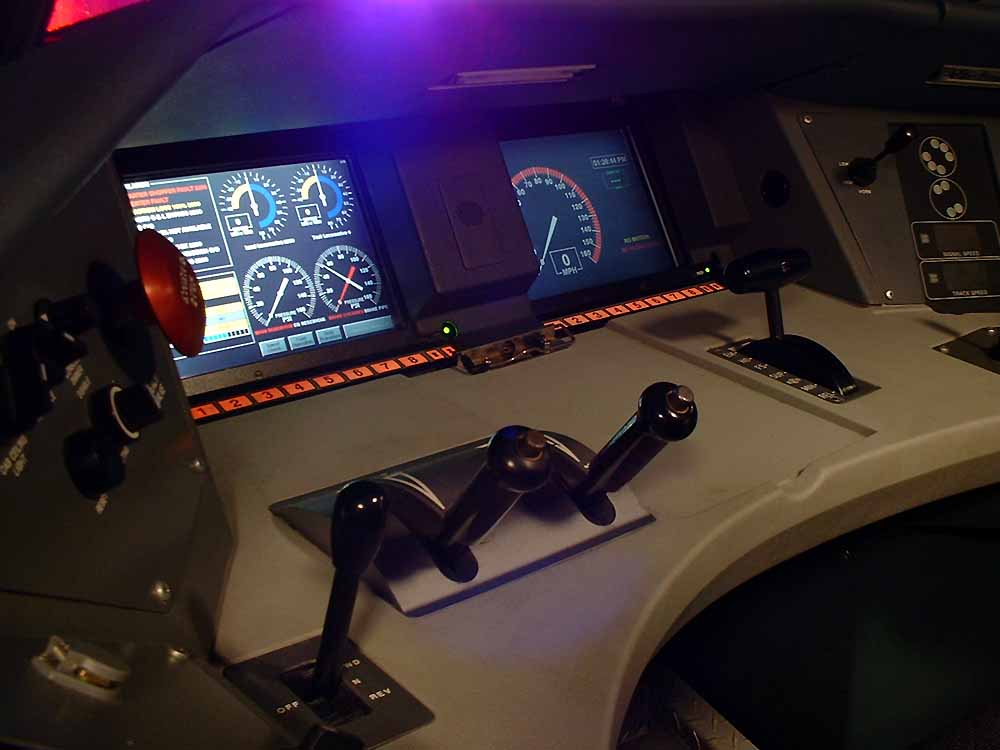
Banco di guida di un Jet Train.

Il Florida Overland Express, l'ultimo treno progettato in ordine di tempo, per servizio passeggeri tra Orlando e Tampa negli Stati Uniti d'America, avrebbe dovuto iniziare il servizio nel 2009 un referendum ne ha negato il finanziamento nel 2004 dopo che erano già iniziate le prime fasi realizzative.
In Canada, Bombardier e VIA Rail hanno proposto l'uso del JetTrain sulle linee ad alto traffico Via (Quebec City-Windsor Corridor) senza riuscire ad ottenerne il finanziamento necessario dal governo nazionale. Il progetto è stato oggetto di un nuovo studio di fattibilità nel gennaio 2008 promosso dai premier di Ontario e Québec.
Nel Regno Unito, il Jet Train è stato proposto per rimpiazzare il treno diesel-elettrico HST..